# Nessuna qualità agli eroi
(Paolo Franchi)
Nessuna qualità agli eroi è un film del 2007, diretto da Paolo Franchi. La pellicola, presentata nel concorso ufficiale al Festival di Venezia del 2007, è stata accolta in maniera contrastante dalla critica, anche a causa di una scena di sesso tra Elio Germano e Mimosa Campironi.. Il film è uscito in Italia a fine marzo del 2008 e ha ottenuto quattro candidature al globo d'oro della stampa estera (miglior film, migliore regia, migliore sceneggiatura, migliore attore protagonista) e una vittoria (a  Paolo Franchi  quale migliore regista). 

## Trama
Bruno, quarantenne svizzero residente a Torino, ha due segreti che ha deciso di non rivelare a nessuno, neppure alla moglie Anne: il primo è l'aver scoperto di essere sterile, il secondo è che ha contratto un debito di 200 000 euro con una banca, presieduta dallo strozzino Giorgio Neri. Il giorno in cui Neri scompare misteriosamente, nella vita di Bruno si insinua Luca, un ragazzo dal carattere chiuso afflitto da frequenti crisi di panico e che è al corrente del debito che ha contratto. Entrambi sono accomunati dall'odio che provavano per i rispettivi padri e la presenza di Luca farà tornare alla mente di Bruno alcuni ricordi che aveva faticosamente rimosso, legati alla sua infanzia e in special modo a suo padre, un egoista ed insensibile pittore. Questo suo ritorno al passato gli permetterà di capire il tragico gesto che ha compiuto Luca, reo di aver appena assassinato suo padre, il bancario Giorgio Neri.

## Critica
- Raffinata scrittura registica, intensità degli interpreti, la diversità. Commento del dizionario Morandini ().[5]
- Paolo Franchi, dopo La spettatrice, torna sul tema della depressione, declinandolo però al maschile. Commento del dizionario Farinotti ().[6]
- Un noir kafkiano dostoevskijano (...) originale, forte, unico nel nostro panorama recente. Irene Bignardi per La Repubblica[2]
- Più si nota la bravura di questo cineasta, più si scopre la debolezza del film, insieme di belle interpretazioni e scene madri, di dialoghi improbabili e rarefatti, senza mai trovare un'unità vera. Boris Sollazzo, DNews[7]
- Nella vicenda raccontata ci sono spunti per una fenomenologia del racconto che ha pochi paragoni possibili nel cinema italiano di oggi. Steve Della Casa, Film Tv.[4]